# Tomoderus circiter
Tomoderus circiter là một loài bọ cánh cứng trong họ Anthicidae. Loài này được Telnov miêu tả khoa học năm 2005.